# 大分高等商業学校
| 大分高等商業学校 （大分高商） | 大分高等商業学校 （大分高商） |
| ----------------------------- | ----------------------------- |
| 創立                          | 1921年                        |
| 所在地                        | 大分県大分市                  |
| 初代校長                      | 山本祐作                      |
| 廃止                          | 1951年                        |
| 後身校                        | 大分大学                      |
| 同窓会                        | 四極会                        |

大分高等商業学校（おおいたこうとうしょうぎょうがっこう）は、1921年（大正10年）12月に設置された旧制専門学校。通称は大分高商。

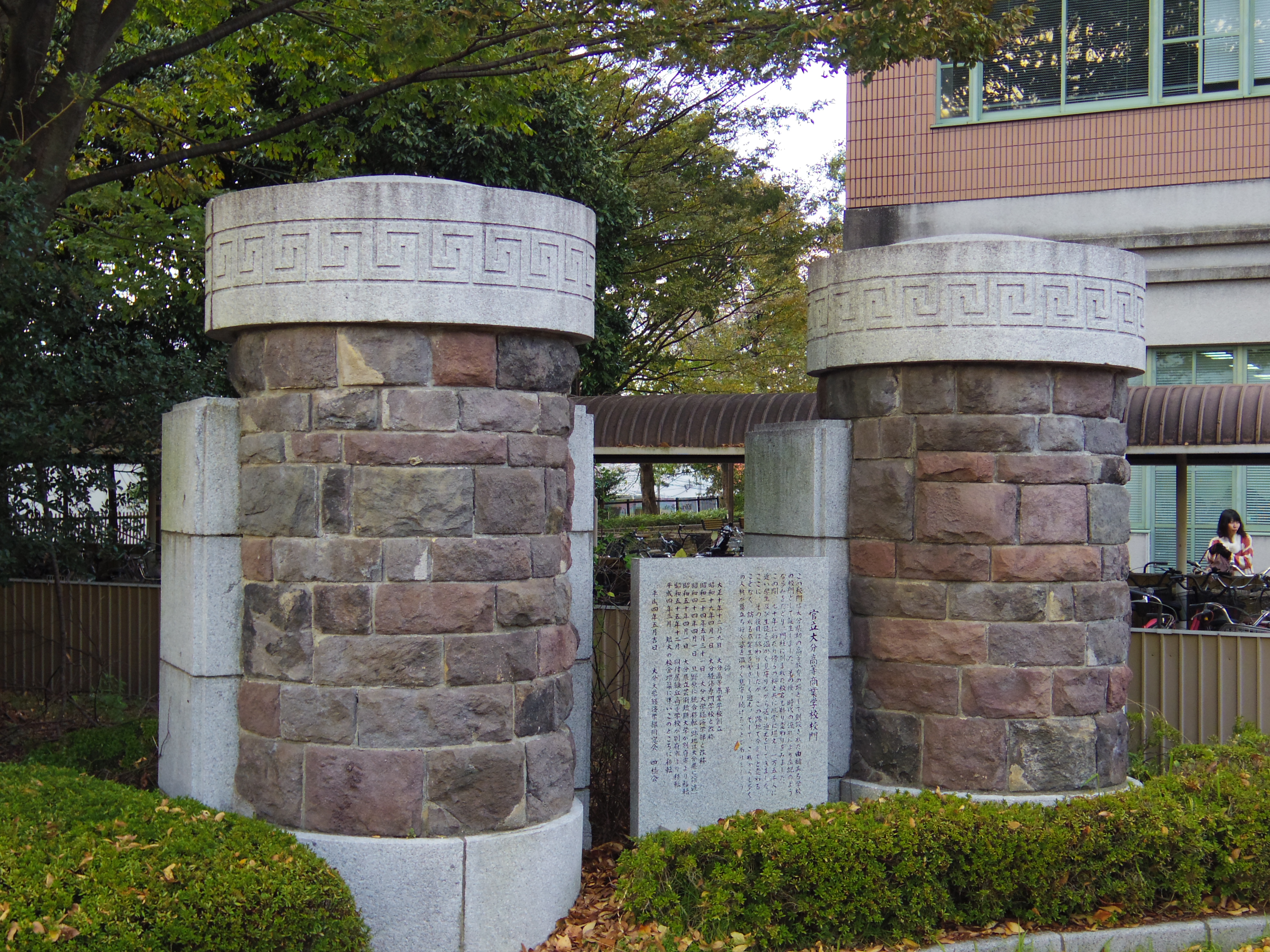
県立芸術文化短期大学内に残る大分高商の正門

## 概要
- 全国8番目の官立高等商業学校として発足。大分県下で初めて設立された高等教育機関であり、本科・東亜科が設置された。
- 第二次世界大戦中に大分経済専門学校（大分経専）と改称された。
- 現在の大分大学経済学部の前身である。
- 卒業生により同窓会「四極会」（しはすかい）が組織されている。

## 沿革
- 1921年12月：勅令第456号により設立。本科を設置（修業年限3年）。
- 1922年4月：第1回入学式。
- 1922年：開校と同時に商品陳列室設置。
  - 商品課が商品見本・標本を収集整理し学生に縦覧させるほか学外にも公開。
- 1922年10月：研究課設置。
- 1924年3月：第1回卒業式。
- 1924年7月：中国・外地を主な目的地とする学生視察旅行が始まる。
- 1926年9月：商学研究会の機関誌『商業論集』創刊。
  - 現在の『大分大学経済論集』に継承。
- 1927年7月：研究課を廃し商事調査部設置。
- 1929年6月：移植民研究室設置。移植民地事情に関する講演会を開催｡
- 1932年5月：移植民研究室、移植民展覧会を開催。
- 1937年：学校創立15周年記念で上野丘会館が落成。
- 1940年4月：第二部東亜科設置。
- 1941年7月：商事調査部・移植民研究室・商品課を統合し経済研究所を設置。
- 1941年12月：修業年限を2年9ヶ月に短縮し繰り上げ卒業。
- 1942年：文部省令第81号により修業年限をさらに2年6ヶ月に短縮。
- 1943年：修業年限を2年に短縮。
- 1944年4月：大分経済専門学校と改称。東亜科の募集を中止。
- 1946年：全国実業専門学校野球大会で優勝。
- 1949年5月：大分大学に包括され経済学部となる。

## 校地の変遷と継承
設立以来の大分市字上野（上野丘）の校地は大分大学経済学部に継承されたが、1969年に同市・旦野原校地に移転し現在に至っている。旧上野丘校地は、1975年から大分県立芸術文化短期大学に使用されている。

## 校長
- 初代　山本祐作：1921年12月10日[1] - 1924年11月27日死去[2]
- 第2代　山崎弥久太郎
- 第3代　添野信
- 第4代　石丸優三
- 第5代　森文三郎：不詳 - 1945年11月24日[3]
- 第6代　竹内良三郎：1945年11月24日[3] -

## 著名な出身者
- 金正濂 - 元大韓民国商工部長官、元大韓民国財務部長官、元駐日大韓民国大使
- 花井正八 - 元トヨタ自動車工業会長、元日本高速通信会長、元日本移動通信会長、元日経連副会長
- 新川士郎 - 経済学者、北海道大学名誉教授
- 山下勝治 - 会計学者、元神戸大学教授
- 荒巻淳 - 元毎日オリオンズ投手
- 岡茂男 - 経済学者、元武蔵大学学長
- 黒土始 - 第一交通産業創業者。中退。

## 関連書籍
- 大分高等商業学校 『大分高等商業学校二十年史』 1942年

## 関連事項
- 旧制専門学校
- 高等商業学校
- 学制改革
- 大分師範学校・大分青年師範学校 - 新制大分大学の旧制前身校
- A・S・ホーンビー - 1924年に来日し英語の教鞭を執っていた。